# Coniopteryx (Coniopteryx) borealis
Coniopteryx (Coniopteryx) borealis is een insect uit de familie van de dwerggaasvliegen (Coniopterygidae), die tot de orde netvleugeligen (Neuroptera) behoort. 
Coniopteryx (Coniopteryx) borealis is voor het eerst wetenschappelijk beschreven door Tjeder in 1930.